# Cincinnati Bengals 1980
La stagione 1980 dei Cincinnati Bengals è stata l'11ª della franchigia nella National Football League, la 13ª complessiva. La squadra concluse con un record di 6-10, segnando solamente 244 punti, il minimo della AFC. Ad ogni modo la squadra batté a sorpresa in entrambi i confronti i Pittsburgh Steelers campioni in carica. Nel draft i Bengals scelsero come terzo assoluto Anthony Muñoz, un futuro membro della Pro Football Hall of Fame. Questa fu l'ultima stagione in cui indossarono divise ispirate a quelle dei Cleveland Browns.

## Roster
| Roster dei Cincinnati Bengals nel 1980 |
| --- |
| Quarterback - 14 Ken Anderson - 15 Turk Schonert - 12 Jack Thompson Running Back - 40 Charles Alexander FB - 45 Archie Griffin - 46 Pete Johnson FB - 35 Nathan Poole FB - 22 Deacon Turner Wide Receiver - 82 Alton Alexis - 84 Don Bass - 85 Isaac Curtis - 86 Steve Kreider Tight End - 81 Jim Corbett - 83 M.L. Harris - 89 Dan Ross Offensive Linemen - 74 Glenn Bujnoch G - 58 Blair Bush C - 64 William Glass G - 62 Dave Lapham G/T - 65 Max Montoya G - 60 Blake Moore C - 78 Anthony Muñoz T - 77 Mike Wilson T Defensive Linemen - 79 Ross Browner DE - 67 Gary Burley DE - 73 Eddie Edwards DE - 71 Rod Horn NT - 72 Mike St. Clair DE - 63 Mike White DE - 75 Wilson Whitley NT Linebacker - 50 Glenn Cameron ILB - 52 Tom Dinkel OLB - 53 Bo Harris OLB - 55 Jim LeClair ILB - 59 Andrew Melontree OLB - 51 Rick Razzano ILB - 56 Ron Simpkins ILB - 57 Reggie Williams OLB Defensive Back - 34 Louis Breeden CB - 47 Greg Bright SS - 21 Jim Browner S - 44 Ray Griffin CB - 36 Jo Jo Heath CB - 27 Bryan Hicks S - 30 Dick Jauron FS - 13 Ken Riley CB - 23 Shafer Suggs S Special Team - 10 Jim Breech K - 87 Pat McInally P - 28 Cleo Montgomery KR/PR - 19 Ian Sunter K - 11 Sandro Vitiello K Lista delle riserve - 88 Mike Levenseller WR (IR) |
| Legenda - I rookie sono in corsivo. - Il primo ruolo è il principale mentre gli eventuali successivi indicano i ruoli secondari. - (IR) sta per Injured Reserve ed indica la lista ristretta per un solo giocatore infortunato che può tornare ad allenarsi dopo la settimana 6 e a rientrare in prima squadra dopo che questa ha giocato 8 partite. - (NF-Inj.) / (NF-Ill.) stanno rispettivamente per Non-Football Injured e Non-Football Illness ed indicano le liste dove viene inserito un giocatore che ha un infortunio o una malattia non dipendente dal football americano. - (PUP) sta per Physically Unable to Perform ed indica la lista dove viene inserito un giocatore mentre è in attesa di recuperare la condizione fisica. Nella stagione regolare dopo la sesta partita giocata dalla propria squadra, il giocatore ha tempo tre settimane per riprendere ad allenarsi, più tre settimane aggiuntive dal suo rientro agli allenamenti per rientrare in prima squadra. |

## Calendario
| Stagione regolare |              |                        |           |        |          |
| Turno             | Data         | Avversario             | Risultato | Record | Pubblico |
| 1                 | 7 settembre  | Tampa Bay Buccaneers   | S 17–12   | 0–1    | 43,211   |
| 2                 | 14 settembre | at Miami Dolphins      | S 17–16   | 0–2    | 38,322   |
| 3                 | 21 settembre | Pittsburgh Steelers    | V 30–28   | 1–2    | 52,490   |
| 4                 | 28 settembre | Houston Oilers         | S 13–10   | 1–3    | 50,413   |
| 5                 | 5 ottobre    | at Green Bay Packers   | S 14–9    | 1–4    | 55,006   |
| 6                 | 12 ottobre   | at Pittsburgh Steelers | V 17–16   | 2–4    | 53,668   |
| 7                 | 19 ottobre   | Minnesota Vikings      | V 14–0    | 3–4    | 44,487   |
| 8                 | 26 ottobre   | at Houston Oilers      | S 23–3    | 3–5    | 49,189   |
| 9                 | 2 novembre   | San Diego Chargers     | S 31–14   | 3–6    | 46,406   |
| 10                | 9 novembre   | at Oakland Raiders     | S 28–17   | 3–7    | 44,132   |
| 11                | 16 novembre  | Buffalo Bills          | S 14–0    | 3–8    | 40,836   |
| 12                | 23 novembre  | at Cleveland Browns    | S 31–7    | 3–9    | 79,253   |
| 13                | 30 novembre  | at Kansas City Chiefs  | V 20–6    | 4–9    | 41,594   |
| 14                | 7 dicembre   | Baltimore Colts        | V 34–33   | 5–9    | 35,651   |
| 15                | 14 dicembre  | at Chicago Bears       | V 17–14   | 6–9    | 48,808   |
| 16                | 21 dicembre  | Cleveland Browns       | S 27–24   | 6–10   | 50,058   |

Note
- Gli avversari della propria division sono in grassetto.

## Classifiche
| AFC Central Division |    |    |   |      |     |      |     |     |     |
|                      | V  | S  | P | %    | DIV | CONF | PF  | PS  | STR |
| Cleveland Browns(2)  | 11 | 5  | 0 | .688 | 4–2 | 8–4  | 357 | 310 | V1  |
| Houston Oilers(5)    | 11 | 5  | 0 | .688 | 4–2 | 7–5  | 295 | 251 | V3  |
| Pittsburgh Steelers  | 9  | 7  | 0 | .563 | 2–4 | 5–7  | 352 | 313 | S1  |
| Cincinnati Bengals   | 6  | 10 | 0 | .375 | 2–4 | 4–8  | 244 | 312 | S1  |